# Ciro y los Persas
Ciro y los Persas es un grupo musical de Argentina, formado en 2009 y liderado por el cantante y compositor Andrés Ciro Martínez, quien fue el líder del grupo musical Los Piojos. Es considerado como uno de los mejores grupos de rock de Argentina de la actualidad, ya que ha ganado varios premios durante su carrera, entre ellos dos Premios Carlos Gardel.

## Historia

### Primeros años
La banda fue formada a mediados de 2009, dos meses después de la despedida de Los Piojos en el Estadio de River Plate ante más de 65 000 personas. Según Ciro, él no quería caer en un estado de «depresión» por la ruptura de Los Piojos, es por eso que junto con el guitarrista Juan Manuel Gigena Ábalos, (guitarrista que también se fue a probar a Los Piojos después de la salida de Daniel Fernández) decidieron armar el grupo «Los Persas». Luego se sumaría «Broder» Bastos, ex guitarrista de Bossa n' Stones, Bossa n' Marley y Bossa n' Roses, Julián «Lulo» Isod, ex baterista de un trío llamado Tres Buen Ensamble y de la antigua banda de pop rock Virus, Miguel «Chucky» de Ípola, tecladista que estuvo en Los Piojos un buen tiempo y después de la ruptura se unió a la banda de Ciro, años después seguiría su carrera de solista, y Juan José Gaspari, que se alejaría de la banda para seguir su carrera en Jóvenes Pordioseros y darle lugar a Rodrigo Pérez. La banda tuvo sus primeros recitales en diciembre de 2009 en Rosario y Córdoba.

### Espejos
El disco contiene un rechazo a los «conquistadores», un respaldo a la idea de pertenencia a Latinoamérica y una defensa a los aborígenes. Esa idea ya se expresa desde el primer tema del disco «Antes y después». También la idea de libertad se expresa en el segundo tema, «Servidor», donde se menciona la esclavitud. En «Chucu-chu», aparece un pequeño fragmento homenajeando al tema «El fantasma de Canterville», compuesto por Charly García y popularizado por León Gieco. En el tema «Paso a paso» se afirma que la injusticia trae inseguridad y que se soluciona con inclusión social, a través de la educación y el hambre cero.
El disco termina con un Bonus track:

“Aguanten los trapos del deseo y la libertad. Aguanten los trapos del saber y la dignidad. Aguanten los trapos de la singularidad. Aguanten los trapos porque sí, porque da.”

Entre los agradecimientos, se destacan las influencias de Ciro: No Te Va Gustar, Carlos Gardel, Pappo, Moris, Luca Prodan (el disco incluye una canción en su memoria, «Malambo para Luca»), Rubén Rada, León Gieco, David Bowie, Indio Solari, Iggy Pop, The Beatles y The Rolling Stones.
Los recitales más importantes fueron en 2010, ya con un CD realizado, en el Orfeo Superdomo de Córdoba, en el teatro Ángel Bustelo, de Mendoza, en Hugo Espectáculos de San Juan, y en el estadio Luna Park de Buenos Aires. El 2010 fue un año exitoso para Ciro y la banda; publicaron su primer disco, que fue doble platino, una gira por el interior del país y cinco Luna Park. Destacable para el grupo fue que Paul McCartney solicitó que fueran teloneros para los conciertos que el ex Beatle daría en el Estadio de River Plate en noviembre; finalmente cerrarían el año con tres shows agotados en el Luna Park. En 2011 Ciro tuvo una gira extensa que lo llevó a recorrer casi toda la Argentina, desde Mendoza (donde 100 000 personas se dieron cita), hasta un show casi íntimo y sin publicidad a principios de julio en el Luna Park.
Destacan los tres shows brindados en el Luna Park, los días 16, 17 y 18 de diciembre, con las localidades agotadas, inspirado en dos cuentos de Julio Verne, Viaje al centro de la tierra y De la tierra a la luna, el grupo puso una puesta en escena que hasta ahora nunca antes había realizado. Con un escenario ubicado en el centro del estadio, pantallas led visibles para los cuatro puntos del estadio, una nave especial de la cual descendían los mismos músicos, actuaciones de los mismos e invitados especiales, fue catalogado por la prensa Argentina como el mejor show audiovisual nunca antes visto en el ámbito de la música local.
El 2012 comenzó en la ciudad de Lincoln, ofreciendo un recital gratuito en los carnavales de la misma ciudad, y luego iría a las sierras cordobesas en el marco del festival Cosquín Rock 2012, en donde se presentó ante más de 40 000 personas. Luego de esto, se toman un descanso y graban su segundo disco, producido por el líder de Los Pericos, Juanchi Baleirón.

### 27
El segundo disco, lanzado a mediados de noviembre de 2012 fue titulado 27; lleva ese nombre ya que según Ciro es su número de la suerte. El disco mezcla rock, baladas, candombe y tango. Logró ser un éxito y causó una gran sensación entre los fanáticos y la crítica, a la semana de su lanzamiento, logró ser disco de oro. Fue presentado en el Club Sarmiento de la ciudad de Formosa el 29 de noviembre de 2012. Las siguientes fechas fueron en la ciudad de San Pedro, Buenos Aires, en el marco del «Festival Mastai», en el Club San Martín de la Provincia de Corrientes, en el Club Itapúa de Posadas, Misiones, en el espacio «Hugo Espectáculos» de la provincia de San Juan, en el Estadio Arena de Maipú, Mendoza, y tres fechas consecutivas en el estadio Luna Park de Buenos Aires los días 13, 14 y 15 de diciembre. En 2013 continuaría presentando el disco, el día 27 de enero en la ciudad de Mar del Plata, el 9 de febrero en el marco del festival Cosquín Rock 2013 ante 40 000 personas y el 11 de febrero en la ciudad de General Roca, provincia de Río Negro ante 140 000 personas. Los Persas siguieron presentando su último disco, este caso en el estadio de Ferro Carril Oeste con un marco de 30 000 personas, concierto que tuvo como invitadas a las hijas del vocalista de la banda, Katja Martínez y Manuela Martínez.
Para darle un cierre a la presentación del disco, Ciro decidió hacerlo con cinco presentaciones en el estadio Luna Park los días viernes 26, sábado 27, martes 30 de abril, 4 y 5 de mayo, con todas las entradas agotadas.
A diferencia de los conciertos brindados en 2011 en el «Viaje al centro de la Luna» donde Ciro y los Persas descendían de una nave espacial, esta vez (y repitiéndose en las cinco presentaciones) era solamente Ciro quien «aterrizaba» en el mítico estadio a bordo de una réplica del triplano Fokker Dr.I utilizado por el temible Manfred von Richthofen, más conocido como el «Barón Rojo», mientras interpretaba la canción homónima.

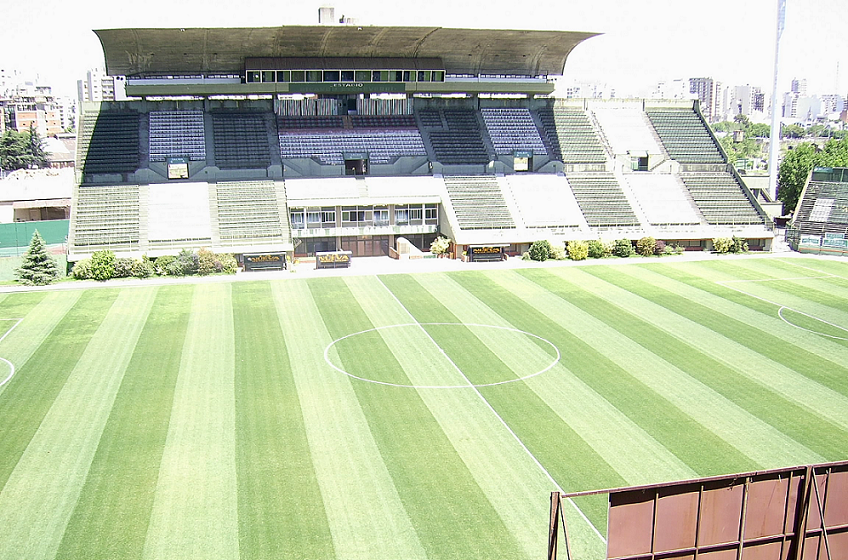
Estadio Arquitecto Ricardo Etcheverri, lugar donde la banda realizó dos fechas, el 26 de abril y el 18 de octubre de 2014, ante más de 30 000 personas en ambos shows

En 2014, de la mano de 27, Ciro vuelve a los grandes estadios porteños. Realizó dos fechas en el estadio de Ferro Carril Oeste, los días 26 de abril y 18 de octubre, donde agotó ambos estadios. Esas noches Ciro repasó toda su carrera musical interpretando tanto temas de Los Piojos como de su carrera solista. Ciro cierra su gran año con un par de fechas en el Estadio Luna Park. En 2015 edita su primer disco en vivo llamado Qué placer verte otra vez, grabado en las dos fechas que tocó en el estadio de Ferro Carril Oeste, el disco fue editado en formato de 2 CD + 2 DVD; el primer CD y DVD, del día 26 de abril, se llamó «Antes» y el segundo, del día 18 de octubre, se llamó «Después».

### Naranja persa
Tras cuatro años de espera, el 27 de septiembre de 2016 sale la primera parte de su tercer disco en estudio y el primero doble, llamado Naranja persa. El primer disco consta de diez canciones, de las cuales ocho son suyas, más una versión de Willie Dixon llamado Little Red Rooster, popularizado por The Rolling Stones, y un tema instrumental adicional titulado Multifruta, que mezcla fragmentos de los ocho primeros temas del disco, aunque sin la voz de Ciro. Uno de estos temas nuevos fue estrenado el 12 de diciembre de 2015 en el estadio Luna Park, en la despedida del segundo disco llamado Juira!. Cabe destacar también la nueva versión del tema Similar, una versión de la versión de 2010, al cual la banda eligió como su primer corte difusión. El 6 de octubre la banda realizó un recital sorpresa en Diagonal Norte y Florida, en lo que fue la primera presentación de su nuevo disco. La segunda presentación fue el 14 de octubre en Tandil, y su presentación oficial en Buenos Aires fue el 19 de noviembre en el estadio de Vélez Sarsfield ante 42 000 personas. A una semana de su lanzamiento fue disco de oro y luego disco de platino. En septiembre de 2017 el disco fue editado en formato de vinilo.

### Naranja persa 2
El segundo disco fue editado el 14 de abril de 2018 y consta de doce nuevas canciones. Su primer corte difusión fue lanzado en junio de 2017 y se llama «Toaster (Give Me Back My)», cuya canción está basada en el robo de la casa de Ciro. El segundo corte difusión fue de la canción «Prometeo», homenaje al titán amigo de los mortales, honrado por robar el fuego de los dioses, dárselo a los hombres para su uso y posteriormente ser castigado. El segundo disco fue presentado el 21 de abril en el hipódromo del Parque Independencia de Rosario, y la presentación en Buenos Aires fue el 15 de diciembre en el estadio de River Plate, ante más de 55 000 personas. Para luego editar su segundo álbum en vivo titulado Ciro y los Persas en el Estadio de River, publicado el 14 de junio de 2019 a través de las plataformas digitales. El 22 de abril lanzaron la canción «Moby Dick (Juntos)» a través de las plataformas digitales.

### Guerras y Sueños (Un viaje en el tiempo)
El 20 de noviembre de 2020, la banda edita Guerras (Un viaje en el tiempo), un disco que contiene 9 versiones acústicas de los temas clásicos de Ciro y los Persas y Los Piojos, y un tema nuevo llamado «Te encontré». El álbum homenajea los 30 años de carrera de Andrés Ciro Martínez.
Luego, el 27 de mayo de 2022, la banda edita la segunda parte que se titula Sueños (Un viaje en el tiempo). El álbum consta de 11 temas y fue grabado íntegramente en el Teatro Providencia junto a la Orquesta Filarmónica de Mendoza. El único tema nuevo de este disco se titula «Carrusel». Al igual que la placa anterior, este disco posee temas de Los Piojos y de la trayectoria solista de Andrés Ciro Martínez.

## Composición de la banda
La banda cambia su formación a partir de 2011, con la salida del tecladista Miguel de Ípola, quien decidió continuar con sus propios proyectos, aunque suele aparecer como invitado; lo reemplazó Diego Mano. El segundo integrante en alejarse en septiembre de 2011 fue Juan José Gaspari quien comentó a través de su Facebook que decidió alejarse por problemas personales, desmintiendo cualquier problema interno o con algún integrante, y agradeció el apoyo recibido por los fanáticos. El reemplazante de éste fue Rodrigo Pérez, quien fue ayudante de Los Piojos. Otros de los cambios fue la salida de Diego Mano en 2012, reemplazado por Nicolás Raffetta. En julio de 2020 el tecladista Nicolás Raffetta anunció mediante un comunicado en su cuenta de Instagram su decisión de dejar la banda para dedicarse a sus proyectos personales, su reemplazante actual es Martín Löhrengel.

## Miembros

### Miembros actuales
- Andres Ciro Martínez - voz, guitarra, armónica y percusión (2009-presente)
- Juan Manuel Gigena Ábalos - guitarra (2009-presente)
- Rodrigo Pérez - guitarra (2011-presente)
- Broder Bastos - bajo (2009-presente)
- Julián Isod - batería (2009-presente)
- Martín Löhrengel - teclados (2020-presente)

### Miembros anteriores
- Juan José Gaspari - guitarra (2009-2011)
- Miguel de Ípoia - teclados (2009-2011)
- Diego Mano - teclados (2011-2012)
- Nicolás Raffetta - teclados (2012-2020)

## Discografía
Álbumes de estudio
- Espejos (2010)
- 27 (2012)
- Naranja persa (2016/18)
- Guerras (Un viaje en el tiempo) (2020)
- Sueños (Un viaje en el tiempo) (2022)

Álbumes en vivo
- Qué placer verte otra vez (2015)
- Ciro y los Persas en el Estadio de River (2019)

## Videografía
| Año  | Canción                      | Disco                                    |
| 2010 | Antes y después              | Espejos                                  |
| 2011 | Insisto                      | Espejos                                  |
| 2011 | Vas a bailar                 | Espejos                                  |
| 2012 | Astros                       | 27                                       |
| 2013 | Mírenla                      | 27                                       |
| 2013 | Me gusta                     | 27                                       |
| 2014 | Caminando                    | 27                                       |
| 2014 | Barón Rojo                   | 27                                       |
| 2015 | Ciudad animal (en vivo)      | Qué placer verte otra vez                |
| 2015 | Antes y después (en vivo)    | Qué placer verte otra vez                |
| 2015 | Tan solo (en vivo)           | Qué placer verte otra vez                |
| 2016 | Similar                      | Naranja persa                            |
| 2016 | Luz                          | Naranja persa                            |
| 2017 | Juira!                       | Naranja persa                            |
| 2017 | Toaster (Give Me Back My)    | Naranja persa                            |
| 2018 | Prometeo                     | Naranja persa                            |
| 2018 | Dice                         | Naranja persa                            |
| 2018 | Dale darling                 | Naranja persa                            |
| 2019 | Por cel                      | Naranja persa                            |
| 2019 | Banda de garage (en vivo)    | Ciro y los Persas en el Estadio de River |
| 2019 | Astros (en vivo)             | Ciro y los Persas en el Estadio de River |
| 2019 | Por cel (en vivo)            | Ciro y los Persas en el Estadio de River |
| 2019 | Dientes de cordero (en vivo) | Ciro y los Persas en el Estadio de River |
| 2019 | Dale darling (en vivo)       | Ciro y los Persas en el Estadio de River |
| 2020 | Moby Dick (Juntos)           |                                          |
| 2020 | El farolito (acústico)       | Guerras (Un viaje en el tiempo)          |
| 2021 | Pacífico (sinfónico)         | Sueños (Un viaje en el tiempo)           |

## Giras musicales
- Espejos Tour (2010 - 2012)
- 27/Qué placer Tour (2012 - 2016)
- Naranja Persa Tour (2016 - 2018)
- Tour 10 Años (2019)
- Tour Argentina y el Mundo 2020-2021: 10 Años de Espejos (2020 - 2021)
- Tour Mundial 2022-2023: Siguen Girando (2022 - 2023)
- Gira 2024: 15 Años de Rock (2024)
- Tour 15 Años de Rock: Segunda Parte (2025)

### Giras con más conciertos
- 27/Qué placer Tour (17/11/2012 - 18/05/2016): 100 conciertos
- Tour Mundial 2022-2023: Siguen Girando (29/01/2022 - 22/12/2023): 81 conciertos
- Naranja Persa Tour (21/09/2016 - 15/12/2018): 61 conciertos
- Espejos Tour (14/08/2010 - 05/03/2012): 43 conciertos
- Tour Argentina y el Mundo 2020-2021: 10 Años de Espejos (18/01/2020 - 18/12/2021): 43 conciertos
- Gira 2024: 15 Años de Rock (27/01/2024 - 27/03/2025): 30 conciertos
- Tour 10 Años (26/01/2019 - 21/12/2019): 25 conciertos
- Tour 15 Años de Rock: Segunda Parte (13/12/2025-presente): 2 shows

## Países en los que se presentaron
- Argentina
- Alemania
- Bolivia
- Catar
- Chile
- Dinamarca
- Estados Unidos
- España
- Francia
- Inglaterra
- Irlanda
- Israel
- Italia
- México
- Paraguay
- Uruguay